# Xã Duncan, Quận Monroe, Arkansas
Xã Duncan (tiếng Anh: Duncan Township) là một xã thuộc quận Monroe, tiểu bang Arkansas, Hoa Kỳ. Năm 2010, dân số của xã này là 801 người.